# Defying Gravity
Defying Gravity — пятый студийный альбом австралийского исполнителя кантри-музыки Кита Урбана (Keith Urban), выпущенный 31 марта 2009 года на студии Capitol Records. Первым синглом альбома стала песня «Sweet Thing», которая в марте 2009 года возглавила чарты Hot Country Songs журнала «Billboard». 7 марта 2009 года вторым синглом стала их песня «Kiss a Girl» . Альбом Кита стал первым среди альбомов в чарте Billboard 200 с продажей 171 000 копий в первую неделю продаж. 31 января 2010 года альбом был номинирован на премию Грэмми в номинации Лучший кантри альбом, но проиграл певице Тейлор Свифт с её альбомом «Fearless». Все синглы с альбома были хитами №1 в США или Канаде.

## Происхождение
Название «Defying Gravity» (с англ. «преодолевая гравитацию») происходит из песни «If Ever I Could Love», в которой есть такие слова: «your heart and mine tonight are defying gravity» (с англ. «твое сердце и мое в эту ночь преодолевают гравитацию»), Фраза, которую сказал Урбан во время начала записи альбома «действительно радостно, оптимистично и с поднятым духом». Трек «I’m In» был ранее выпущен в 1998 году певцом Рэдни Фостером (Radney Foster) (исполнял в дуэте с певицей Abra Moore) в своём альбоме «See What You Want to See», а затем в 2000 году дуэтом «The Kinleys» в их альбоме «II». Оба варианта песни у Foster и у «The Kinleys» стали синглами.
«Sweet Thing» стал первым синглом, открывающим альбом. Он был написан Китом Урбаном и Монти Пауэллом и возглавил чарт кантри-синглов Billboard в марте 2009 года. В том же году они написали второй сингл «Kiss a Girl», который занял третье место. Третий сингл альбома «Only You Can Love Me This Way», выпущенный в июне 2009 года, также достиг первого места. Четвертым синглом стала песня «Til Summer Comes Around», а пятым и заключительным синглом альбома - «I’m In» в исполнении Кита Урбана.

## Критика
«Defying Gravity» получил смешанные отзывы от музыкальных критиков. Джонатан Киф (Jonathan Keefe) из журнала Slant Magazine поставил две с половиной звезды из 5, заявив, что альбом был «недоработан», в отличие от его ранних альбомов. Он также сказал, что большинство песен, в том числе его первые два сингла, были «восстановлены» с его ранних хитов, и что его версия «I’m In» уступает исполнению «The Kinleys». Кроме того, он считал балладу о любви «schmaltzy impulses», хотя также сказал, что «в последнем студийном альбоме Кита Урбана Love, Pain & the Whole Crazy Thing присутствует падение и потворство собственным слабостям» и отметил, что в «Sweet Thing» показано эффективное использование Урбаном банджо и способности Хаффа под влиянием рок-песни. Критик из журнала Rolling Stone Марк Кемп (Mark Kemp), который поставил альбому 2 звезды из 5, говорит, что не хватает амбиций как в «Love, Pain & the Whole Crazy Thing» и не имеет «идиллической» темы. Джим Малек, рассматривая альбом для проекта «The 9513», также поставил две с половиной звезды. Он считает его избыточным и сказал, что не было ещё «мастерски привлекательной» песни для уравновешивания «сладкой беззаботности», как например «Sweet Thing». Он сообщил, что песня «If I Could Ever Love», выдающийся трек, несмотря на такое описание последней в качестве «изготовленной», и добавил, что в его «I’m In» не хватает «срочного» преобразования, как у «The Kinleys».
Том Юрек (Thom Jurek) отметил рейтинг 4 из 5 в своей рецензии в Allmusic. Юрек отметил также использование Урбаном банджо как в более рок-ориентированной песне, а также различных инструментов используемых вместе. Он рассказал, что первые два сингла и «I’m In» охватывают тебя положительно, что бэк-вокал Урбана в «I’m In» напомнил Rolling Stones, и назвал последний трек «Thank You» «неприкрыто открытый гимн жене Николь Кидман». Кроме того, Юрек считает звук альбома экспансивным в отличие от звучания «Love, Pain & the Whole Crazy Thing» со сплошным сочетаним переплетения тяжелых песен с поп-чувствительностью в современной стране, в которой просматривается новый след. Кроме того, критик Уитни Пасторек (Whitney Pastorek) из Entertainment Weekly дал рейтинг B, заявив, что в альбоме были «Кидман-ориентированные песни», и показал присутствие «таланта делать радио-приманку хук и творить с чувством свежего энтузиазма».

## Итоги
В "Defying Gravity" Урбан показывает, насколько далеко он готов раздвинуть границы кантри-музыки. Ликующая "Sweet Thing" приводит фанковую басовую партию к взрывному припеву, в то время как "I'm In" начинается с ритма драм-машины, а затем превращается в любовную песню в стиле "арена-рок". Как следует из названия, австралийский певец, кажется, всегда поднимается здесь, но иногда падение приводит к появлению таких трогательных мелодий, как "'Til Summer Comes Around", безумных осенних грез наяву, преследуемых звуками призрачного променада.

## Список композиций
| №                   | Название                         | Автор(ы)                         | Длительность |
| ------------------- | -------------------------------- | -------------------------------- | ------------ |
| 1.                  | «Kiss a Girl»                    | Keith Urban, Monty Powell        | 3:46         |
| 2.                  | «If Ever I Could Love»           | Keith Urban, Darrell Brown       | 5:00         |
| 3.                  | «Sweet Thing»                    | Keith Urban, Monty Powell        | 3:48         |
| 4.                  | «Til Summer Comes Around»        | Keith Urban, Monty Powell        | 5:31         |
| 5.                  | «My Heart Is Open»               | Keith Urban, John Shanks         | 5:29         |
| 6.                  | «Hit the Ground Runnin'»         | Jerry Flowers                    | 3:24         |
| 7.                  | «Only You Can Love Me This Way»  | Steve McEwan, John Reid          | 4:07         |
| 8.                  | «Standing Right in Front of You» | Keith Urban, Rick Nowells        | 4:01         |
| 9.                  | «Why’s It Feel So Long»          | Keith Urban                      | 3:24         |
| 10.                 | «I’m In»                         | Radney Foster, Georgia Middleman | 4:33         |
| 11.                 | «Thank You»                      | Keith Urban, Rick Nowells        | 5:14         |
| Общая длительность: | Общая длительность:              | Общая длительность:              | 46:57        |

## Реклама
Сервис iTunes получил эксклюзивное предложение называемое «Countdown To Defying Gravity», где каждую неделю фаны могут использовать подкаст, и Кит рассказывает о музыке. Кроме того, в iTunes создали раздел «Complete My Album», где фаны смогут загрузить весь альбом и получить бонус-трек и кавер-версию песни «Call My Name» первоначально записанную христианской группой Third Day с альбома Revelation.
1 апреля Урбан появился в передаче Today на канале NBC и у Эллен Дедженерес в шоу The Ellen DeGeneres Show. Он спел свои песни «Sweet Thing» и «Kiss A Girl» в обоих шоу. 12 апреля в Academy of Country Music он исполнил песню «Kiss A Girl».

## Позиции в чартах и сертификация
После выхода «Defying Gravity» достиг первого места во всех чартах Billboard 200, став первым таким альбомом в карьере Кита. Он также занял место № 1 среди кантри-альбомов в США и Канаде. По состоянию на сентябрь 2010 года, в США было продано 894440 копий альбома.
| Чарты 2009 года                   | Высшая позиция |
| --------------------------------- | -------------- |
| U.S. Billboard Top Country Albums | 1              |
| U.S. Billboard 200                | 1              |
| Australian Albums Chart           | 3              |
| Canadian Albums Chart             | 4              |

| Страна    | Орган сертификации | Сертификат |
| --------- | ------------------ | ---------- |
| Австралия | ARIA               | Платиновый |
| Канада    | CRIA               | Платиновый |
| США       | RIAA               | Платиновый |

### Синглы
| Год  | Сингл                           | Высшая позиция в чартах | Высшая позиция в чартах | Высшая позиция в чартах | Высшая позиция в чартах | Высшая позиция в чартах | Высшая позиция в чартах | Высшая позиция в чартах |
| Год  | Сингл                           | US Country              | US                      | US Pop                  | US AC                   | CAN                     | AUS                     |                         |
| ---- | ------------------------------- | ----------------------- | ----------------------- | ----------------------- | ----------------------- | ----------------------- | ----------------------- | ----------------------- |
| 2008 | «Sweet Thing»                   | 1                       | 30                      | —                       | —                       | 45                      | 96                      |                         |
| 2009 | «Kiss a Girl»                   | 3                       | 16                      | 20                      | 11                      | 34                      | 87                      |                         |
| 2009 | «Only You Can Love Me This Way» | 1                       | 34                      | —                       | —                       | 49                      | —                       |                         |
| 2009 | «Til Summer Comes Around»       | 3                       | 58                      | —                       | —                       | 74                      | —                       |                         |
| 2010 | «I’m In»                        | 7                       | 67                      |                         |                         | 74                      |                         |                         |